# Pietro Chiodini
Pietro Chiodini (né le 27 juillet 1934 à Certosa di Pavia et mort le 28 août 2010 à Casalgrande) est un coureur cycliste italien. Professionnel de 1959 à 1964, il a remporté la Coppa Agostoni et une étape du Tour d'Italie.
Son fils Stefano a également été coureur cycliste chez les amateurs. 

## Palmarès
- 1955
  -  Médaillé d'or du contre-la-montres par équipes aux Jeux méditerranéens
  -  Médaillé d'argent de la course en ligne aux Jeux méditerranéens
- 1958
  - 2e de la Coppa 29 Martiri di Figline di Prato
- 1960
  - Coppa Agostoni
- 1961
  - 11e étape du Tour d'Italie

## Résultats sur les grands tours

### Tour d'Italie
3 participations 
- 1960 : abandon (9ea étape)
- 1961 : 69e, vainqueur de la 11e étape
- 1963 : abandon

### Tour d'Espagne
1 participation
- 1962 : abandon (9e étape)